# Superliga hiszpańska w piłce siatkowej mężczyzn (2023/2024)
Superliga hiszpańska w piłce siatkowej mężczyzn 2023/2024 − 60. sezon mistrzostw Hiszpanii w piłce siatkowej zorganizowany przez Królewski Hiszpański Związek Piłki Siatkowej (Real Federación Española de Voleibol, RFEVB). Zainaugurowany został 7 października 2023 roku i trwał do 4 maja 2024 roku.
W Superlidze w sezonie 2023/2024 uczestniczyło 12 drużyn. Do rozgrywek dołączyły trzy zespoły z Superligi 2, tj. Cisneros Alter Tenerife, Volei Villena Petrer i CV San Roque.
Rozgrywki składały się z fazy zasadniczej oraz fazy play-off, w ramach której odbyły się ćwierćfinały, półfinały i finały.
Po raz trzeci mistrzem Hiszpanii został CV Guaguas Las Palmas, który w finałach fazy play-off pokonał Grupo Herce Soria. Był to ósmy mistrzowski tytuł klubu z Las Palmas, wliczając osiągnięcia CV Calvo Sotelo, do którego historii odwołuje się CV Guaguas. Najlepszym zawodnikiem (MVP) serii finałowej wybrany został Miguel Ángel de Amo.
Do Superligi 2 spadły zespoły Club Vóley Palma oraz Volei Villena Petrer.

## System rozgrywek
Hiszpańska Superliga w sezonie 2023/2024 składała się z fazy zasadniczej oraz fazy play-off.

### Faza zasadnicza
W fazie zasadniczej drużyny rozegrały między sobą po dwa spotkania systemem kołowym (mecz u siebie i rewanż na wyjeździe). Osiem najlepszych zespołów awansowało do fazy play-off. Pozostałe drużyny zakończyły rozgrywki odpowiednio na miejscach 9-12.
Drużyny, które w fazie zasadniczej zajęły miejsca 11-12, spadły do Superligi 2.

### Faza play-off
Ćwierćfinały

W ćwierćfinałach fazy play-off uczestniczyło osiem najlepszych zespołów fazy zasadniczej. Pary ćwierćfinałowe powstały na podstawie miejsc z fazy zasadniczej według klucza: 1-8; 2-7; 3-6; 4-5. Rywalizacja toczyła się do dwóch zwycięstw. Gospodarzem pierwszego spotkania był zespół, który w fazie zasadniczej zajął niższe miejsce w tabeli, natomiast drugiego i trzeciego – zespół, który zajął wyższe miejsce.
Przegrani w parach zakończyli rozgrywki odpowiednio na miejscach 5-8 zgodnie z tabelą fazy zasadniczej.
Półfinały

W półfinałach fazy play-off uczestniczyli wygrani w parach ćwierćfinałowych. Pary półfinałowe utworzone zostały według klucza:
1. zwycięzca w parze 1-8 – zwycięzca w parze 4-5;
2. zwycięzca w parze 2-7 – zwycięzca w parze 3-6.

Rywalizacja toczyła się do dwóch zwycięstw. Gospodarzem pierwszego spotkania był zespół, który w fazie zasadniczej zajął niższe miejsce w tabeli, natomiast drugiego i trzeciego – zespół, który zajął wyższe miejsce.
Przegrani w parach półfinałowych zakończyli rozgrywki odpowiednio na miejscach 3-4 zgodnie z tabelą fazy zasadniczej.
Finały

W finałach fazy play-off uczestniczyli wygrani w parach półfinałowych. Rywalizacja toczyła się do trzech zwycięstw ze zmianą gospodarza po dwóch meczach. Gospodarzem pierwszych dwóch spotkań był zespół, który w fazie zasadniczej zajął wyższe miejsce w tabeli.
Zwycięzca w parze finałowej został mistrzem Hiszpanii.

## Drużyny uczestniczące
W hiszpańskiej Superlidze w sezonie 2023/2024 uczestniczyło 12 drużyn. W porównaniu z poprzednim sezonem do rozgrywek dołączyły dwa najlepsze zespoły Superligi 2, tj. Cisneros Alter Tenerife oraz Volei Villena Petrer. Przed początkiem sezonu ze względu na problemu finansowe z najwyższej klasy rozgrywkowej wycofał się klub Barça Voleibol, a jego licencję przejął CV San Roque, który w sezonie 2022/2023 w Superlidze 2 zajął 3. miejsce w grupie C.
| Superliga 2023/2024                                                                   | Superliga 2023/2024 |                  |
| ------------------------------------------------------------------------------------- | ------------------- | ---------------- |
| CV Guaguas Las Palmas                                                                 | 1                   | Liga Mistrzów    |
| Grupo Herce Soria                                                                     | 2                   | Puchar CEV       |
| Pamesa Teruel Voleibol                                                                | 3                   | Puchar Challenge |
| CV Melilla                                                                            | 4                   | Puchar Challenge |
| UPV Léleman Conqueridor Valencia                                                      | 5                   |                  |
| Unicaja Costa de Almería                                                              | 6                   |                  |
| Arenal Emevé                                                                          | 8                   |                  |
| Conectabalear CV Manacor                                                              | 9                   |                  |
| Club Vóley Palma                                                                      | 10                  |                  |
| Awans z Superligi 2                                                                   |                     |                  |
| Cisneros Alter Tenerife                                                               | 1                   |                  |
| Volei Villena Petrer                                                                  | 2                   |                  |
| CV San Roque                                                                          | 3 (C)               |                  |
| Oznaczenia: - kolumna druga – miejsce zajęte przez daną drużynę w poprzednim sezonie. |                     |                  |

### Awanse i spadki
| Poz. | Spadek z Superligi 2022/2023 |
| ---- | ---------------------------- |
| 11.  | Textil Santanderina          |
| 12.  | Rotogal Boiro Voleibol       |

| Poz. | Awans z Superligi 2 2022/2023 |
| ---- | ----------------------------- |
| 1.   | Cisneros Alter Tenerife       |
| 2.   | Volei Villena Petrer          |

| Przeniesienie licencji dającej prawo gry w Superlidze 2023/2024 | Przeniesienie licencji dającej prawo gry w Superlidze 2023/2024 | Przeniesienie licencji dającej prawo gry w Superlidze 2023/2024 |
| --------------------------------------------------------------- | --------------------------------------------------------------- | --------------------------------------------------------------- |
| Licencja w sezonie 2022/2023                                    | ⇒                                                               | Licencja w sezonie 2023/2024                                    |
| Barça Voleibol                                                  | ⇒                                                               | CV San Roque                                                    |

### Zmiany nazw drużyn
| Nazwa klubu w sezonie 2022/2023 | Nazwa klubu w sezonie 2023/2024  | Nazwa klubu w sezonie 2023/2024 |
| ------------------------------- | -------------------------------- | ------------------------------- |
| Río Duero Soria                 | Grupo Herce Soria                | [ 10 ]                          |
| Melilla Sport Capital           | CV Melilla                       |                                 |
| Léleman Conqueridor Valencia    | UPV Léleman Conqueridor Valencia |                                 |
| Cableworld Volei Villena Petrer | Volei Villena Petrer             |                                 |

## Hale sportowe
| Drużyna                          | Hala sportowa                                         | Miejscowość | Wspólnota autonomiczna | *     |
| -------------------------------- | ----------------------------------------------------- | ----------- | ---------------------- | ----- |
| Arenal Emevé                     | Palacio Municipal de Deportes                         | Lugo        | Galicja                |       |
| Cisneros Alter Tenerife          | Colegio Cisneros Alter                                | La Laguna   | Wyspy Kanaryjskie      |       |
| Club Vóley Palma                 | Palau Municipal d'Esports Son Moix                    | Palma       | Baleary                |       |
| Conectabalear CV Manacor         | Poliesportiu Miquel Àngel Nadal                       | Manacor     | Baleary                |       |
| CV Guaguas Las Palmas            | Centro Insular de Deportes                            | Las Palmas  | Wyspy Kanaryjskie      |       |
| CV Melilla                       | Pabellon de Deportes de Melilla Javier Imbroda Ortiz  | Melilla     | Melilla                |       |
| CV San Roque                     | Polideportivo El Batán                                | Las Palmas  | Wyspy Kanaryjskie      |       |
| Grupo Herce Soria                | Pabellón Municipal Los Pajaritos                      | Soria       | Kastylia i León        |       |
| Pamesa Teruel Voleibol           | Pabellón Los Planos                                   | Teruel      | Aragonia               |       |
| UPV Léleman Conqueridor Valencia | Pavelló poliesportiu de la UPV                        | Walencja    | Walencja               |       |
| Unicaja Costa de Almería         | Pabellón Moisés Ruiz                                  | Almería     | Andaluzja              |       |
| Volei Villena Petrer             | Pavelló Esportiu Gedeón i Isaías Guardiola Villaplana | Petrer      | Walencja               | [ a ] |
| Volei Villena Petrer             | Polideportivo Municipal de Villena                    | Villena     | Walencja               | [ a ] |
| Źródło:                          |                                                       |             |                        |       |

## Trenerzy
| Drużyna                          | Trener              | Asystent trenera         | *      |
| -------------------------------- | ------------------- | ------------------------ | ------ |
| Arenal Emevé                     | José Valle          | Manuel Blanco Muñoz      | [ 12 ] |
| Cisneros Alter Tenerife          | Matías Guidolin     | Lucas Lapejrusk          | [ 13 ] |
| Club Vóley Palma                 | Abel Bernal         | Antonio Moreno           | [ 14 ] |
| Conectabalear CV Manacor         | Alexis González     | Guillem Cabrer           | [ 15 ] |
| CV Guaguas Las Palmas            | Sergio Camarero     | Facundo Leal             | [ 16 ] |
| CV Melilla                       | Salim Abdelkader    | Jorge Luis Sánchez       | [ 17 ] |
| CV San Roque                     | Alberto Rodríguez   | Adrián González González | [ 18 ] |
| Grupo Herce Soria                | Alberto Toribio     | Óscar Serna              | [ 19 ] |
| Pamesa Teruel Voleibol           | Máximo Torcello     | Lázaro Vicente           | [ 20 ] |
| Unicaja Costa de Almería         | Carlos Carreño      | Pablo Ruiz               | [ 21 ] |
| UPV Léleman Conqueridor Valencia | Marcos Dreyer       | Fernando Mirasol         | [ 22 ] |
| Volei Villena Petrer             | Constantino Callado | Nestor Pardo             | [ 23 ] |

### Zmiany trenerów
| Klub                             | Były trener             | Data odejścia | Nowy trener             | Data przyjścia | *      |
| -------------------------------- | ----------------------- | ------------- | ----------------------- | -------------- | ------ |
| Przed sezonem                    |                         |               |                         |                |        |
| Conectabalear CV Manacor         | Lluís Molada            |               | Alexis González         |                | [ 24 ] |
| CV San Roque                     | Gustavo Delgado         |               | Alberto Rodríguez       |                | [ 25 ] |
| Unicaja Costa de Almería         | Áxel Mondi              |               | Carlos Carreño          |                | [ 26 ] |
| W trakcie sezonu                 |                         |               |                         |                |        |
| UPV Léleman Conqueridor Valencia | Fabián Muraco           | 20.11.2023    | Fernando Mirasol (p.o.) | —              | [ 27 ] |
| UPV Léleman Conqueridor Valencia | Fernando Mirasol (p.o.) | —             | Marcos Dreyer           | 28.11.2023     | [ 28 ] |

## Faza zasadnicza

### Tabela wyników
| Gospodarz \ Gość1                | GUA | SOR | TER | MEL | VAL | ALM | EME | MAN | PAL | CIS | VIL | ROQ |
| -------------------------------- | --- | --- | --- | --- | --- | --- | --- | --- | --- | --- | --- | --- |
| CV Guaguas Las Palmas            | -   | 3:1 | 3:1 | 3:1 | 3:0 | 3:1 | 3:2 | 3:0 | 3:1 | 3:2 | 3:0 | 3:0 |
| Grupo Herce Soria                | 3:1 | -   | 3:0 | 3:0 | 3:0 | 3:1 | 3:0 | 3:0 | 3:2 | 3:0 | 3:0 | 3:1 |
| Pamesa Teruel Voleibol           | 0:3 | 3:2 | -   | 3:2 | 3:0 | 1:3 | 3:1 | 3:2 | 3:2 | 3:0 | 3:0 | 3:0 |
| CV Melilla                       | 3:2 | 0:3 | 3:0 | -   | 2:3 | 0:3 | 3:1 | 3:0 | 3:0 | 3:0 | 3:0 | 3:0 |
| UPV Léleman Conqueridor Valencia | 0:3 | 3:2 | 1:3 | 3:0 | -   | 3:1 | 2:3 | 3:1 | 3:1 | 2:3 | 3:0 | 2:3 |
| Unicaja Costa de Almería         | 1:3 | 3:1 | 3:0 | 3:0 | 3:1 | -   | 3:0 | 3:1 | 3:0 | 3:0 | 3:0 | 3:0 |
| Arenal Emevé                     | 0:3 | 1:3 | 3:1 | 3:0 | 3:2 | 0:3 | -   | 3:0 | 1:3 | 0:3 | 1:3 | 3:2 |
| Conectabalear CV Manacor         | 1:3 | 0:3 | 1:3 | 0:3 | 3:1 | 0:3 | 3:0 | -   | 3:1 | 3:1 | 3:0 | 2:3 |
| Club Vóley Palma                 | 1:3 | 0:3 | 2:3 | 1:3 | 2:3 | 0:3 | 3:2 | 1:3 | -   | 1:3 | 3:0 | 2:3 |
| Cisneros Alter Tenerife          | 0:3 | 3:1 | 1:3 | 2:3 | 3:0 | 1:3 | 3:0 | 3:0 | 3:2 | -   | 3:1 | 1:3 |
| Volei Villena Petrer             | 0:3 | 1:3 | 0:3 | 0:3 | 1:3 | 1:3 | 1:3 | 0:3 | 0:3 | 1:3 | -   | 2:3 |
| CV San Roque                     | 0:3 | 0:3 | 2:3 | 0:3 | 3:2 | 0:3 | 3:2 | 3:1 | 3:2 | 2:3 | 3:0 | -   |

Źródło: 
1 Drużyna gospodarzy jest wymieniona po lewej stronie tabeli.
Kolory:
  zwycięstwo gospodarzy 3:0 lub 3:1
  zwycięstwo gospodarzy 3:2
  zwycięstwo gości 3:0 lub 3:1
  zwycięstwo gości 3:2

### Terminarz i wyniki spotkań
| Data                                                                  | Godz. | Gospodarz                        | Rezultat                                | Gość                             | Widzów |
| --------------------------------------------------------------------- | ----- | -------------------------------- | --------------------------------------- | -------------------------------- | ------ |
| 1. KOLEJKA                                                            |       |                                  |                                         |                                  |        |
| 7.10.2023                                                             | 18:30 | Unicaja Costa de Almería         | 3:1 (25:21, 28:26, 23:25, 25:19)        | UPV Léleman Conqueridor Valencia | 500    |
| 7.10.2023                                                             | 19:00 | Club Vóley Palma                 | 2:3 (25:23, 19:25, 17:25, 25:18, 13:15) | Pamesa Teruel Voleibol           | 600    |
| 7.10.2023                                                             | 19:00 | Volei Villena Petrer             | 0:3 (18:25, 25:27, 23:25)               | CV Melilla                       | 300    |
| 8.10.2023                                                             | 12:00 | CV San Roque                     | 0:3 (19:25, 19:25, 15:25)               | CV Guaguas Las Palmas            | 500    |
| 7.10.2023                                                             | 19:00 | Cisneros Alter Tenerife          | 3:0 (32:30, 25:20, 25:16)               | Arenal Emevé                     | 200    |
| 7.10.2023                                                             | 19:30 | Grupo Herce Soria                | 3:0 (25:18, 25:21, 25:23)               | Conectabalear CV Manacor         | 820    |
| 2. KOLEJKA                                                            |       |                                  |                                         |                                  |        |
| 14.10.2023                                                            | 18:00 | Conectabalear CV Manacor         | 0:3 (15:25, 23:25, 16:25)               | Unicaja Costa de Almería         | 250    |
| 14.10.2023                                                            | 17:30 | Arenal Emevé                     | 1:3 (25:21, 23:25, 14:25, 18:25)        | Grupo Herce Soria                | 300    |
| 14.10.2023                                                            | 12:00 | CV Guaguas Las Palmas            | 3:2 (22:25, 25:18, 21:25, 25:14, 15:10) | Cisneros Alter Tenerife          | 250    |
| 15.10.2023                                                            | 17:00 | CV Melilla                       | 3:0 (25:23, 25:23, 25:19)               | CV San Roque                     | 250    |
| 14.10.2023                                                            | 18:30 | Pamesa Teruel Voleibol           | 3:0 (25:13, 25:23, 25:20)               | Volei Villena Petrer             | 970    |
| 14.10.2023                                                            | 19:00 | UPV Léleman Conqueridor Valencia | 3:1 (25:23, 24:26, 25:15, 25:21)        | Club Vóley Palma                 | 400    |
| 3. KOLEJKA                                                            |       |                                  |                                         |                                  |        |
| 18.10.2023                                                            | 18:30 | Unicaja Costa de Almería         | 3:0 (25:15, 25:17, 25:14)               | Club Vóley Palma                 | 400    |
| 18.10.2023                                                            | 19:30 | Volei Villena Petrer             | 1:3 (22:25, 22:25, 25:22, 17:25)        | UPV Léleman Conqueridor Valencia | 300    |
| 18.10.2023                                                            | 20:00 | CV San Roque                     | 2:3 (25:22, 25:22, 28:30, 20:25, 9:15)  | Pamesa Teruel Voleibol           | 150    |
| 18.10.2023                                                            | 19:00 | Cisneros Alter Tenerife          | 2:3 (25:20, 22:25, 29:31, 27:25, 11:15) | CV Melilla                       | 300    |
| 18.10.2023                                                            | 19:30 | Grupo Herce Soria                | 3:1 (25:21, 25:19, 16:25, 25:15)        | CV Guaguas Las Palmas            | 900    |
| 18.10.2023                                                            | 19:00 | Conectabalear CV Manacor         | 3:0 (25:16, 25:13, 25:19)               | Arenal Emevé                     | 80     |
| 4. KOLEJKA                                                            |       |                                  |                                         |                                  |        |
| 21.10.2023                                                            | 19:45 | Arenal Emevé                     | 0:3 (23:25, 22:25, 15:25)               | Unicaja Costa de Almería         | 300    |
| 21.10.2023                                                            | 18:30 | CV Guaguas Las Palmas            | 3:0 (25:22, 25:12, 25:23)               | Conectabalear CV Manacor         | 350    |
| 22.10.2023                                                            | 17:00 | CV Melilla                       | 0:3 (20:25, 27:29, 22:25)               | Grupo Herce Soria                | 350    |
| 21.10.2023                                                            | 18:30 | Pamesa Teruel Voleibol           | 3:0 (25:23, 25:22, 25:23)               | Cisneros Alter Tenerife          | 850    |
| 21.10.2023                                                            | 19:00 | UPV Léleman Conqueridor Valencia | 2:3 (21:25, 25:17, 21:25, 25:23, 13:15) | CV San Roque                     | 100    |
| 21.10.2023                                                            | 19:00 | Club Vóley Palma                 | 3:0 (25:16, 25:23, 25:23)               | Volei Villena Petrer             | 200    |
| 5. KOLEJKA                                                            |       |                                  |                                         |                                  |        |
| 28.10.2023                                                            | 18:30 | Unicaja Costa de Almería         | 3:0 (25:17, 25:20, 25:18)               | Volei Villena Petrer             | 1000   |
| 29.10.2023                                                            | 12:00 | CV San Roque                     | 3:2 (21:25, 24:26, 25:23, 25:17, 15:13) | Club Vóley Palma                 | 250    |
| 28.10.2023                                                            | 19:00 | Cisneros Alter Tenerife          | 3:0 (25:16, 25:19, 25:21)               | UPV Léleman Conqueridor Valencia | 200    |
| 28.10.2023                                                            | 19:30 | Grupo Herce Soria                | 3:0 (25:18, 25:15, 25:22)               | Pamesa Teruel Voleibol           | 1720   |
| 28.10.2023                                                            | 18:00 | Conectabalear CV Manacor         | 0:3 (28:30, 22:25, 19:25)               | CV Melilla                       | 250    |
| 28.10.2023                                                            | 17:00 | Arenal Emevé                     | 0:3 (13:25, 21:25, 22:25)               | CV Guaguas Las Palmas            | 200    |
| 6. KOLEJKA                                                            |       |                                  |                                         |                                  |        |
| 4.11.2023                                                             | 18:30 | CV Guaguas Las Palmas            | 3:1 (22:25, 25:21, 25:18, 25:19)        | Unicaja Costa de Almería         | 755    |
| 5.11.2023                                                             | 17:00 | CV Melilla                       | 3:1 (25:16, 26:24, 23:25, 25:15)        | Arenal Emevé                     | 250    |
| 4.11.2023                                                             | 18:30 | Pamesa Teruel Voleibol           | 3:2 (14:25, 25:23, 25:21, 25:27, 15:8)  | Conectabalear CV Manacor         | 937    |
| 4.11.2023                                                             | 18:30 | UPV Léleman Conqueridor Valencia | 3:2 (24:26, 25:18, 17:25, 25:20, 15:10) | Grupo Herce Soria                | 250    |
| 4.11.2023                                                             | 19:00 | Club Vóley Palma                 | 1:3 (14:25, 25:22, 25:27, 22:25)        | Cisneros Alter Tenerife          | 1000   |
| 5.11.2023                                                             | 11:30 | Volei Villena Petrer             | 2:3 (28:30, 17:25, 25:20, 25:22, 11:15) | CV San Roque                     | 460    |
| 7. KOLEJKA                                                            |       |                                  |                                         |                                  |        |
| 11.11.2023                                                            | 18:30 | Unicaja Costa de Almería         | 3:0 (25:16, 25:15, 25:20)               | CV San Roque                     | 400    |
| 11.11.2023                                                            | 19:00 | Cisneros Alter Tenerife          | 3:1 (25:19, 21:25, 25:22, 25:20)        | Volei Villena Petrer             | 120    |
| 11.11.2023                                                            | 19:30 | Grupo Herce Soria                | 3:2 (25:22, 33:35, 14:25, 25:18, 15:12) | Club Vóley Palma                 | 980    |
| 11.11.2023                                                            | 18:00 | Conectabalear CV Manacor         | 3:1 (25:18, 22:25, 25:20, 25:14)        | UPV Léleman Conqueridor Valencia | 350    |
| 11.11.2023                                                            | 19:45 | Arenal Emevé                     | 3:1 (25:20, 17:25, 28:26, 25:20)        | Pamesa Teruel Voleibol           | 300    |
| 15.11.2023                                                            | 19:00 | CV Guaguas Las Palmas            | 3:1 (25:16, 19:25, 25:23, 25:19)        | CV Melilla                       | 501    |
| 8. KOLEJKA                                                            |       |                                  |                                         |                                  |        |
| 19.11.2023                                                            | 17:00 | CV Melilla                       | 0:3 (27:29, 12:25, 19:25)               | Unicaja Costa de Almería         | 400    |
| 18.11.2023                                                            | 18:30 | Pamesa Teruel Voleibol           | 0:3 (25:27, 20:25, 17:25)               | CV Guaguas Las Palmas            | 1050   |
| 18.11.2023                                                            | 18:30 | UPV Léleman Conqueridor Valencia | 2:3 (16:25, 25:18, 23:25, 25:23, 10:15) | Arenal Emevé                     | 150    |
| 18.11.2023                                                            | 19:00 | Club Vóley Palma                 | 1:3 (23:25, 25:16, 16:25, 19:25)        | Conectabalear CV Manacor         | 2243   |
| 18.11.2023                                                            | 19:00 | Volei Villena Petrer             | 1:3 (29:31, 19:25, 25:23, 19:25)        | Grupo Herce Soria                | 700    |
| 18.11.2023                                                            | 12:00 | CV San Roque                     | 2:3 (23:25, 24:26, 25:19, 25:22, 13:15) | Cisneros Alter Tenerife          | 200    |
| 9. KOLEJKA                                                            |       |                                  |                                         |                                  |        |
| 25.11.2023                                                            | 18:30 | Unicaja Costa de Almería         | 3:0 (25:20, 25:16, 25:13)               | Cisneros Alter Tenerife          | 500    |
| 25.11.2023                                                            | 19:30 | Grupo Herce Soria                | 3:1 (25:17, 29:31, 25:16, 25:22)        | CV San Roque                     | 930    |
| 25.11.2023                                                            | 18:00 | Conectabalear CV Manacor         | 3:0 (25:20, 25:22, 25:23)               | Volei Villena Petrer             | 200    |
| 25.11.2023                                                            | 17:00 | Arenal Emevé                     | 1:3 (25:22, 22:25, 19:25, 14:25)        | Club Vóley Palma                 | 300    |
| 25.11.2023                                                            | 18:30 | CV Guaguas Las Palmas            | 3:0 (25:18, 25:19, 25:20)               | UPV Léleman Conqueridor Valencia | 505    |
| 25.11.2023                                                            | 19:30 | CV Melilla                       | 3:0 (25:19, 25:21, 25:17)               | Pamesa Teruel Voleibol           | 300    |
| 10. KOLEJKA                                                           |       |                                  |                                         |                                  |        |
| 2.12.2023                                                             | 18:30 | Unicaja Costa de Almería         | 3:0 (25:23, 26:24, 25:21)               | Pamesa Teruel Voleibol           | 500    |
| 2.12.2023                                                             | 18:30 | UPV Léleman Conqueridor Valencia | 3:0 (25:20, 25:20, 25:14)               | CV Melilla                       |        |
| 2.12.2023                                                             | 19:00 | Club Vóley Palma                 | 1:3 (25:20, 23:25, 22:25, 21:25)        | CV Guaguas Las Palmas            | 754    |
| 2.12.2023                                                             | 19:00 | Volei Villena Petrer             | 1:3 (18:25, 17:25, 25:15, 20:25)        | Arenal Emevé                     | 454    |
| 3.12.2023                                                             | 11:30 | CV San Roque                     | 3:1 (19:25, 25:23, 25:18, 25:14)        | Conectabalear CV Manacor         | 300    |
| 2.12.2023                                                             | 19:00 | Cisneros Alter Tenerife          | 3:1 (27:25, 25:16, 20:25, 27:25)        | Grupo Herce Soria                | 300    |
| 11. KOLEJKA                                                           |       |                                  |                                         |                                  |        |
| 9.12.2023                                                             | 19:30 | Grupo Herce Soria                | 3:1 (20:25, 30:28, 25:14, 25:14)        | Unicaja Costa de Almería         | 1563   |
| 9.12.2023                                                             | 19:30 | Conectabalear CV Manacor         | 3:1 (25:23, 25:22, 22:25, 25:23)        | Cisneros Alter Tenerife          | 400    |
| 9.12.2023                                                             | 19:30 | Arenal Emevé                     | 3:2 (24:26, 19:25, 25:17, 25:22, 15:10) | CV San Roque                     | 200    |
| 9.12.2023                                                             | 18:30 | CV Guaguas Las Palmas            | 3:0 (25:23, 25:11, 25:19)               | Volei Villena Petrer             | 600    |
| 9.12.2023                                                             | 19:30 | CV Melilla                       | 3:0 (25:23, 25:16, 26:24)               | Club Vóley Palma                 | 200    |
| 9.12.2023                                                             | 19:30 | Pamesa Teruel Voleibol           | 3:0 (25:16, 25:18, 25:19)               | UPV Léleman Conqueridor Valencia | 1200   |
| 12. KOLEJKA                                                           |       |                                  |                                         |                                  |        |
| 16.12.2023                                                            | 18:30 | UPV Léleman Conqueridor Valencia | 3:1 (21:25, 25:21, 25:18, 25:22)        | Unicaja Costa de Almería         | 250    |
| 16.12.2023                                                            | 18:30 | Pamesa Teruel Voleibol           | 3:2 (25:15, 23:25, 25:18, 21:25, 15:12) | Club Vóley Palma                 | 950    |
| 17.12.2023                                                            | 17:00 | CV Melilla                       | 3:0 (25:13, 25:22, 25:18)               | Volei Villena Petrer             | 150    |
| 16.12.2023                                                            | 18:30 | CV Guaguas Las Palmas            | 3:0 (25:16, 25:20, 25:23)               | CV San Roque                     | 500    |
| 16.12.2023                                                            | 17:00 | Arenal Emevé                     | 0:3 (20:25, 16:25, 23:25)               | Cisneros Alter Tenerife          | 300    |
| 16.12.2023                                                            | 18:00 | Conectabalear CV Manacor         | 0:3 (16:25, 23:25, 22:25)               | Grupo Herce Soria                | 500    |
| 13. KOLEJKA                                                           |       |                                  |                                         |                                  |        |
| 6.01.2024                                                             | 18:30 | Unicaja Costa de Almería         | 3:1 (25:20, 20:25, 25:19, 25:14)        | Conectabalear CV Manacor         | 300    |
| 6.01.2024                                                             | 19:30 | Grupo Herce Soria                | 3:0 (25:21, 25:15, 32:30)               | Arenal Emevé                     | 763    |
| 7.01.2024                                                             | 12:00 | Cisneros Alter Tenerife          | 0:3 (19:25, 23:25, 18:25)               | CV Guaguas Las Palmas            | 500    |
| 7.01.2024                                                             | 12:00 | CV San Roque                     | 0:3 (21:25, 20:25, 20:25)               | CV Melilla                       | 150    |
| 6.01.2024                                                             | 19:00 | Volei Villena Petrer             | 0:3 (20:25, 23:25, 25:27)               | Pamesa Teruel Voleibol           | 800    |
| 6.01.2024                                                             | 19:00 | Club Vóley Palma                 | 2:3 (25:22, 29:31, 21:25, 25:20, 8:15)  | UPV Léleman Conqueridor Valencia | 700    |
| 14. KOLEJKA                                                           |       |                                  |                                         |                                  |        |
| 13.01.2024                                                            | 19:00 | Club Vóley Palma                 | 0:3 (21:25, 21:25, 17:25)               | Unicaja Costa de Almería         | 1035   |
| 13.01.2024                                                            | 18:30 | UPV Léleman Conqueridor Valencia | 3:0 (25:21, 29:27, 25:22)               | Volei Villena Petrer             | 201    |
| 13.01.2024                                                            | 18:30 | Pamesa Teruel Voleibol           | 3:0 (25:19, 34:32, 25:19)               | CV San Roque                     | 900    |
| 14.01.2024                                                            | 17:00 | CV Melilla                       | 3:0 (25:19, 25:19, 28:26)               | Cisneros Alter Tenerife          | 200    |
| 13.01.2024                                                            | 18:30 | CV Guaguas Las Palmas            | 3:1 (22:25, 25:22, 25:15, 25:14)        | Grupo Herce Soria                | 800    |
| 13.01.2024                                                            | 19:45 | Arenal Emevé                     | 3:0 (25:20, 25:22, 25:17)               | Conectabalear CV Manacor         | 200    |
| 15. KOLEJKA                                                           |       |                                  |                                         |                                  |        |
| 20.01.2024                                                            | 18:30 | Unicaja Costa de Almería         | 3:0 (25:13, 25:19, 25:21)               | Arenal Emevé                     | 500    |
| 20.01.2024                                                            | 18:00 | Conectabalear CV Manacor         | 1:3 (22:25, 25:20, 21:25, 18:25)        | CV Guaguas Las Palmas            | 150    |
| 20.01.2024                                                            | 19:30 | Grupo Herce Soria                | 3:0 (25:16, 25:17, 25:21)               | CV Melilla                       | 760    |
| 20.01.2024                                                            | 19:00 | Cisneros Alter Tenerife          | 1:3 (25:27, 25:17, 21:25, 19:25)        | Pamesa Teruel Voleibol           | 350    |
| 21.01.2024                                                            | 12:00 | CV San Roque                     | 3:2 (24:26, 23:25, 25:23, 25:18, 15:11) | UPV Léleman Conqueridor Valencia | 250    |
| 20.01.2024                                                            | 19:00 | Volei Villena Petrer             | 0:3 (21:25, 22:25, 20:25)               | Club Vóley Palma                 | 350    |
| 16. KOLEJKA                                                           |       |                                  |                                         |                                  |        |
| 27.01.2024                                                            | 19:00 | Volei Villena Petrer             | 1:3 (25:23, 18:25, 18:25, 16:25)        | Unicaja Costa de Almería         | 700    |
| 27.01.2024                                                            | 19:00 | Club Vóley Palma                 | 2:3 (26:24, 28:30, 21:25, 25:19, 13:15) | CV San Roque                     | 913    |
| 27.01.2024                                                            | 18:30 | UPV Léleman Conqueridor Valencia | 2:3 (25:14, 26:24, 22:25, 15:25, 13:15) | Cisneros Alter Tenerife          | 251    |
| 27.01.2024                                                            | 18:30 | Pamesa Teruel Voleibol           | 3:2 (25:22, 25:20, 21:25, 22:25, 20:18) | Grupo Herce Soria                | 1200   |
| 28.01.2024                                                            | 17:00 | CV Melilla                       | 3:0 (25:19, 27:25, 25:18)               | Conectabalear CV Manacor         | 250    |
| 27.01.2024                                                            | 18:30 | CV Guaguas Las Palmas            | 3:2 (27:25, 25:13, 24:26, 23:25, 15:7)  | Arenal Emevé                     | 350    |
| 17. KOLEJKA                                                           |       |                                  |                                         |                                  |        |
| 3.02.2024                                                             | 18:30 | Unicaja Costa de Almería         | 1:3 (14:25, 19:25, 25:18, 15:25)        | CV Guaguas Las Palmas            | 900    |
| 3.02.2024                                                             | 17:30 | Arenal Emevé                     | 3:0 (25:14, 25:15, 25:17)               | CV Melilla                       | 250    |
| 3.02.2024                                                             | 18:00 | Conectabalear CV Manacor         | 1:3 (22:25, 25:12, 20:25, 16:25)        | Pamesa Teruel Voleibol           | 425    |
| 3.02.2024                                                             | 19:30 | Grupo Herce Soria                | 3:0 (25:15, 25:23, 25:22)               | UPV Léleman Conqueridor Valencia | 780    |
| 3.02.2024                                                             | 19:00 | Cisneros Alter Tenerife          | 3:2 (27:29, 21:25, 25:14, 25:22, 15:6)  | Club Vóley Palma                 | 150    |
| 3.02.2024                                                             | 19:00 | CV San Roque                     | 3:0 (25:22, 25:22, 25:15)               | Volei Villena Petrer             | 350    |
| 18. KOLEJKA                                                           |       |                                  |                                         |                                  |        |
| 11.02.2024                                                            | 12:00 | CV San Roque                     | 0:3 (23:25, 23:25, 20:25)               | Unicaja Costa de Almería         | 150    |
| 10.02.2024                                                            | 19:00 | Volei Villena Petrer             | 1:3 (15:25, 28:26, 21:25, 22:25)        | Cisneros Alter Tenerife          | 300    |
| 10.02.2024                                                            | 19:00 | Club Vóley Palma                 | 0:3 (16:25, 23:25, 21:25)               | Grupo Herce Soria                | 1090   |
| 10.02.2024                                                            | 18:30 | UPV Léleman Conqueridor Valencia | 3:1 (20:25, 25:19, 25:22, 25:21)        | Conectabalear CV Manacor         | 400    |
| 10.02.2024                                                            | 18:30 | Pamesa Teruel Voleibol           | 3:1 (25:22, 25:22, 23:25, 25:23)        | Arenal Emevé                     | 900    |
| 11.02.2024                                                            | 11:00 | CV Melilla                       | 3:2 (25:21, 26:28, 28:26, 16:25, 15:9)  | CV Guaguas Las Palmas            | 200    |
| 19. KOLEJKA                                                           |       |                                  |                                         |                                  |        |
| 24.02.2024                                                            | 18:30 | Unicaja Costa de Almería         | 3:0 (25:21, 27:25, 25:19)               | CV Melilla                       | 600    |
| 24.02.2024                                                            | 18:30 | CV Guaguas Las Palmas            | 3:1 (21:25, 25:15, 25:23, 25:19)        | Pamesa Teruel Voleibol           | 150    |
| 24.02.2024                                                            | 17:30 | Arenal Emevé                     | 3:2 (25:20, 17:25, 25:18, 24:26, 15:11) | UPV Léleman Conqueridor Valencia | 300    |
| 24.02.2024                                                            | 18:00 | Conectabalear CV Manacor         | 3:1 (25:22, 25:21, 23:25, 26:24)        | Club Vóley Palma                 | 500    |
| 24.02.2024                                                            | 19:30 | Grupo Herce Soria                | 3:0 (25:16, 25:22, 25:22)               | Volei Villena Petrer             | 810    |
| 24.02.2024                                                            | 18:00 | Cisneros Alter Tenerife          | 1:3 (31:33, 25:23, 23:25, 25:27)        | CV San Roque                     | 210    |
| 20. KOLEJKA                                                           |       |                                  |                                         |                                  |        |
| 2.03.2024                                                             | 19:00 | Cisneros Alter Tenerife          | 1:3 (25:21, 22:25, 22:25, 25:27)        | Unicaja Costa de Almería         | 150    |
| 3.03.2024                                                             | 12:00 | CV San Roque                     | 0:3 (19:25, 20:25, 22:25)               | Grupo Herce Soria                | 170    |
| 2.03.2024                                                             | 19:00 | Volei Villena Petrer             | 0:3 (19:25, 15:25, 21:25)               | Conectabalear CV Manacor         | 550    |
| 2.03.2024                                                             | 19:00 | Club Vóley Palma                 | 3:2 (25:20, 28:30, 20:25, 25:21, 15:9)  | Arenal Emevé                     | 1060   |
| 2.03.2024                                                             | 18:30 | UPV Léleman Conqueridor Valencia | 0:3 (14:25, 23:25, 22:25)               | CV Guaguas Las Palmas            | 350    |
| 2.03.2024                                                             | 18:30 | Pamesa Teruel Voleibol           | 3:2 (25:14, 25:23, 20:25, 21:25, 15:11) | CV Melilla                       | 1100   |
| 21. KOLEJKA                                                           |       |                                  |                                         |                                  |        |
| 9.03.2024                                                             | 19:30 | Pamesa Teruel Voleibol           | 1:3 (25:27, 18:25, 25:21, 19:25)        | Unicaja Costa de Almería         | 1350   |
| 9.03.2024                                                             | 19:30 | CV Melilla                       | 2:3 (25:22, 21:25, 26:28, 25:21, 13:15) | UPV Léleman Conqueridor Valencia | 200    |
| 9.03.2024                                                             | 18:30 | CV Guaguas Las Palmas            | 3:1 (25:21, 25:21, 24:26, 25:21)        | Club Vóley Palma                 | 500    |
| 9.03.2024                                                             | 19:30 | Arenal Emevé                     | 1:3 (21:25, 25:17, 22:25, 29:31)        | Volei Villena Petrer             | 250    |
| 9.03.2024                                                             | 19:30 | Conectabalear CV Manacor         | 2:3 (22:25, 17:25, 25:22, 25:23, 14:16) | CV San Roque                     | 400    |
| 9.03.2024                                                             | 19:30 | Grupo Herce Soria                | 3:0 (25:15, 25:19, 25:21)               | Cisneros Alter Tenerife          | 820    |
| 22. KOLEJKA                                                           |       |                                  |                                         |                                  |        |
| 16.03.2024                                                            | 19:30 | Unicaja Costa de Almería         | 3:1 (25:19, 25:23, 16:25, 25:20)        | Grupo Herce Soria                | 700    |
| 16.03.2024                                                            | 18:30 | Cisneros Alter Tenerife          | 3:0 (25:23, 25:23, 25:18)               | Conectabalear CV Manacor         | 170    |
| 16.03.2024                                                            | 18:30 | CV San Roque                     | 3:2 (21:25, 25:17, 25:20, 14:25, 15:13) | Arenal Emevé                     | 150    |
| 16.03.2024                                                            | 19:30 | Volei Villena Petrer             | 0:3 (16:25, 19:25, 22:25)               | CV Guaguas Las Palmas            | 600    |
| 16.03.2024                                                            | 19:30 | Club Vóley Palma                 | 1:3 (20:25, 20:25, 25:18, 28:30)        | CV Melilla                       | 2200   |
| 16.03.2024                                                            | 19:30 | UPV Léleman Conqueridor Valencia | 1:3 (21:25, 18:25, 25:20, 15:25)        | Pamesa Teruel Voleibol           | 400    |
| Wszystkie godziny według czasu lokalnego (od UTC±0 do UTC+2). Źródło: |       |                                  |                                         |                                  |        |

### Tabela
| Lp.                                          | Drużyna                          | Pkt | Mecze | Mecze | Mecze | Rodzaj wyniku | Rodzaj wyniku | Rodzaj wyniku | Rodzaj wyniku | Rodzaj wyniku | Rodzaj wyniku | Sety | Sety | Sety  | Małe punkty | Małe punkty | Małe punkty |
| Lp.                                          | Drużyna                          | Pkt | M     | W     | P     | 3:0           | 3:1           | 3:2           | 2:3           | 1:3           | 0:3           | wyg. | prz. | stos. | zdob.       | str.        | stos.       |
| -------------------------------------------- | -------------------------------- | --- | ----- | ----- | ----- | ------------- | ------------- | ------------- | ------------- | ------------- | ------------- | ---- | ---- | ----- | ----------- | ----------- | ----------- |
| 1                                            | CV Guaguas Las Palmas            | 59  | 22    | 20    | 2     | 10            | 8             | 2             | 1             | 1             | 0             | 63   | 18   | 3.5   | 1929        | 1625        | 1.19        |
| 2                                            | Unicaja Costa de Almería         | 54  | 22    | 18    | 4     | 12            | 6             | 0             | 0             | 4             | 0             | 58   | 18   | 3.22  | 1811        | 1584        | 1.14        |
| 3                                            | Grupo Herce Soria                | 52  | 22    | 17    | 5     | 11            | 5             | 1             | 2             | 3             | 0             | 58   | 22   | 2.64  | 1906        | 1700        | 1.12        |
| 4                                            | Pamesa Teruel Voleibol           | 39  | 22    | 15    | 7     | 5             | 4             | 6             | 0             | 3             | 4             | 48   | 37   | 1.3   | 1914        | 1864        | 1.03        |
| 5                                            | CV Melilla                       | 39  | 22    | 13    | 9     | 9             | 2             | 2             | 2             | 1             | 6             | 44   | 33   | 1.33  | 1748        | 1727        | 1.01        |
| 6                                            | Cisneros Alter Tenerife          | 32  | 22    | 11    | 11    | 4             | 4             | 3             | 2             | 4             | 5             | 41   | 43   | 0.95  | 1908        | 1900        | 1           |
| 7                                            | UPV Léleman Conqueridor Valencia | 29  | 22    | 9     | 13    | 2             | 4             | 3             | 5             | 3             | 5             | 40   | 49   | 0.82  | 1911        | 1985        | 0.96        |
| 8                                            | CV San Roque                     | 26  | 22    | 10    | 12    | 1             | 2             | 7             | 3             | 1             | 8             | 37   | 52   | 0.71  | 1929        | 2019        | 0.96        |
| 9                                            | Conectabalear CV Manacor         | 23  | 22    | 7     | 15    | 3             | 4             | 0             | 2             | 5             | 8             | 30   | 49   | 0.61  | 1718        | 1801        | 0.95        |
| 10                                           | Arenal Emevé                     | 21  | 22    | 7     | 15    | 2             | 2             | 3             | 3             | 5             | 7             | 32   | 53   | 0.6   | 1793        | 1929        | 0.93        |
| 11                                           | Club Vóley Palma                 | 18  | 22    | 4     | 18    | 2             | 1             | 1             | 7             | 7             | 4             | 33   | 57   | 0.58  | 1934        | 2067        | 0.94        |
| 12                                           | Volei Villena Petrer             | 4   | 22    | 1     | 21    | 0             | 1             | 0             | 1             | 6             | 14            | 11   | 64   | 0.17  | 1553        | 1853        | 0.84        |
| Legenda: faza play-off spadek do Superligi 2 |                                  |     |       |       |       |               |               |               |               |               |               |      |      |       |             |             |             |

Źródło: 
Punktacja: 3:0 i 3:1 – 3 pkt; 3:2 – 2 pkt; 2:3 – 1 pkt; 1:3 i 0:3 – 0 pkt
Zasady ustalania kolejności: 1. liczba punktów; 2. liczba zwycięstw; 3. stosunek setów; 4. stosunek małych punktów; 5. bilans w bezpośrednich meczach

## Faza play-off
Wszystkie godziny według czasu lokalnego (od UTC±0 do UTC+2).

### Drabinka
|  |              |                                  |              |                   |              |   |   |                          |           |           |           |           |  |  |        |        |        |        |        |        |        |
|  | Ćwierćfinały | Ćwierćfinały                     | Ćwierćfinały | Ćwierćfinały      | Ćwierćfinały |   |   | Półfinały                | Półfinały | Półfinały | Półfinały | Półfinały |  |  | Finały | Finały | Finały | Finały | Finały | Finały | Finały |
|  | Ćwierćfinały | Ćwierćfinały                     | Ćwierćfinały | Ćwierćfinały      | Ćwierćfinały |   |   | Półfinały                | Półfinały | Półfinały | Półfinały | Półfinały |  |  | Finały | Finały | Finały | Finały | Finały | Finały | Finały |
|  |              |                                  |              |                   |              |   |   |                          |           |           |           |           |  |  |        |        |        |        |        |        |        |
|  |              |                                  |              |                   |              |   |   |                          |           |           |           |           |  |  |        |        |        |        |        |        |        |
|  | 1            | CV Guaguas Las Palmas            | 3            | 3                 |              |   |   |                          |           |           |           |           |  |  |        |        |        |        |        |        |        |
|  | 1            | CV Guaguas Las Palmas            | 3            | 3                 |              |   |   |                          |           |           |           |           |  |  |        |        |        |        |        |        |        |
|  | 8            | CV San Roque                     | 0            | 0                 |              |   |   |                          |           |           |           |           |  |  |        |        |        |        |        |        |        |
|  | 8            | CV San Roque                     | 0            | 0                 |              |   | 1 | CV Guaguas Las Palmas    | 3         | 3         |           |           |  |  |        |        |        |        |        |        |        |
|  |              |                                  |              |                   |              |   | 1 | CV Guaguas Las Palmas    | 3         | 3         |           |           |  |  |        |        |        |        |        |        |        |
|  |              |                                  | 5            | CV Melilla        | 1            | 0 |   |                          |           |           |           |           |  |  |        |        |        |        |        |        |        |
|  | 4            | Pamesa Teruel Voleibol           | 5            | CV Melilla        | 1            | 0 | 2 | 1                        |           |           |           |           |  |  |        |        |        |        |        |        |        |
|  | 4            | Pamesa Teruel Voleibol           |              |                   |              |   |   |                          |           |           |           |           |  |  |        |        |        |        |        |        |        |
|  | 5            | CV Melilla                       | 3            | 3                 |              |   |   |                          |           |           |           |           |  |  |        |        |        |        |        |        |        |
|  | 5            | CV Melilla                       | 3            | 3                 |              |   | 1 | CV Guaguas Las Palmas    | 3         | 2         | 3         | 3         |  |  |        |        |        |        |        |        |        |
|  |              |                                  |              |                   |              |   |   |                          |           |           |           |           |  |  |        |        |        |        |        |        |        |
|  |              |                                  | 3            | Grupo Herce Soria | 0            | 3 | 0 | 1                        |           |           |           |           |  |  |        |        |        |        |        |        |        |
|  | 2            | Unicaja Costa de Almería         | 3            | Grupo Herce Soria | 0            | 3 | 0 | 1                        | 3         | 3         |           |           |  |  |        |        |        |        |        |        |        |
|  | 2            | Unicaja Costa de Almería         |              |                   |              |   |   |                          |           | 3         |           |           |  |  |        |        |        |        |        |        |        |
|  | 7            | UPV Léleman Conqueridor Valencia | 0            | 0                 |              |   |   |                          |           |           |           |           |  |  |        |        |        |        |        |        |        |
|  | 7            | UPV Léleman Conqueridor Valencia | 0            | 0                 |              |   | 2 | Unicaja Costa de Almería | 1         | 1         |           |           |  |  |        |        |        |        |        |        |        |
|  |              |                                  |              |                   |              |   | 2 | Unicaja Costa de Almería | 1         | 1         |           |           |  |  |        |        |        |        |        |        |        |
|  |              |                                  | 3            | Grupo Herce Soria | 3            | 3 |   |                          |           |           |           |           |  |  |        |        |        |        |        |        |        |
|  | 3            | Grupo Herce Soria                | 3            | Grupo Herce Soria | 3            | 3 | 3 | 3                        |           |           |           |           |  |  |        |        |        |        |        |        |        |
|  | 3            | Grupo Herce Soria                |              |                   |              |   |   |                          |           |           |           |           |  |  |        |        |        |        |        |        |        |
|  | 6            | Cisneros Alter Tenerife          | 1            | 0                 |              |   |   |                          |           |           |           |           |  |  |        |        |        |        |        |        |        |
|  | 6            | Cisneros Alter Tenerife          | 1            | 0                 |              |   |   |                          |           |           |           |           |  |  |        |        |        |        |        |        |        |

### Ćwierćfinały
Format: do dwóch zwycięstw
| Data                         | Godz.                        | Gospodarz                        | Rezultat                                | Gość                                 | Widzów                               |
| ---------------------------- | ---------------------------- | -------------------------------- | --------------------------------------- | ------------------------------------ | ------------------------------------ |
| CV Guaguas Las Palmas (1)    | CV Guaguas Las Palmas (1)    | CV Guaguas Las Palmas (1)        | 2 – 0                                   | (8) CV San Roque                     | (8) CV San Roque                     |
| 23.03.2024                   | 18:30                        | CV San Roque                     | 0:3 (19:25, 10:25, 19:25)               | CV Guaguas Las Palmas                | 400                                  |
| 6.04.2024                    | 18:30                        | CV Guaguas Las Palmas            | 3:0 (25:20, 27:25, 25:17)               | CV San Roque                         | 650                                  |
| Pamesa Teruel Voleibol (4)   | Pamesa Teruel Voleibol (4)   | Pamesa Teruel Voleibol (4)       | 0 – 2                                   | (5) CV Melilla                       | (5) CV Melilla                       |
| 26.03.2024                   | 17:00                        | CV Melilla                       | 3:2 (25:19, 25:19, 28:30, 24:26, 16:14) | Pamesa Teruel Voleibol               | 250                                  |
| 6.04.2024                    | 18:00                        | Pamesa Teruel Voleibol           | 1:3 (23:25, 25:19, 22:25, 22:25)        | CV Melilla                           | 1500                                 |
| Unicaja Costa de Almería (2) | Unicaja Costa de Almería (2) | Unicaja Costa de Almería (2)     | 2 – 0                                   | (7) UPV Léleman Conqueridor Valencia | (7) UPV Léleman Conqueridor Valencia |
| 23.03.2024                   | 19:00                        | UPV Léleman Conqueridor Valencia | 0:3 (22:25, 23:25, 16:25)               | Unicaja Costa de Almería             | 350                                  |
| 5.04.2024                    | 20:00                        | Unicaja Costa de Almería         | 3:0 (25:9, 31:29, 25:23)                | UPV Léleman Conqueridor Valencia     | 600                                  |
| Grupo Herce Soria (3)        | Grupo Herce Soria (3)        | Grupo Herce Soria (3)            | 2 – 0                                   | (6) Cisneros Alter Tenerife          | (6) Cisneros Alter Tenerife          |
| 23.03.2024                   | 18:00                        | Cisneros Alter Tenerife          | 1:3 (27:25, 24:26, 16:25, 23:25)        | Grupo Herce Soria                    | 350                                  |
| 6.04.2024                    | 20:00                        | Grupo Herce Soria                | 3:0 (26:24, 25:21, 25:22)               | Cisneros Alter Tenerife              | 1043                                 |

Źródło:

### Półfinały
Format: do dwóch zwycięstw
| Data                         | Godz.                        | Gospodarz                    | Rezultat                         | Gość                     | Widzów                |
| ---------------------------- | ---------------------------- | ---------------------------- | -------------------------------- | ------------------------ | --------------------- |
| CV Guaguas Las Palmas (1)    | CV Guaguas Las Palmas (1)    | CV Guaguas Las Palmas (1)    | 2 – 0                            | (5) CV Melilla           | (5) CV Melilla        |
| 15.04.2024                   | 19:00                        | CV Melilla                   | 1:3 (23:25, 25:21, 25:27, 20:25) | CV Guaguas Las Palmas    | 300                   |
| 20.04.2024                   | 18:30                        | CV Guaguas Las Palmas        | 3:0 (25:18, 25:15, 25:15)        | CV Melilla               | 750                   |
| Unicaja Costa de Almería (2) | Unicaja Costa de Almería (2) | Unicaja Costa de Almería (2) | 0 – 2                            | (3) Grupo Herce Soria    | (3) Grupo Herce Soria |
| 13.04.2024                   | 19:30                        | Grupo Herce Soria            | 3:1 (22:25, 25:22, 25:20, 25:19) | Unicaja Costa de Almería | 1700                  |
| 19.04.2024                   | 20:00                        | Unicaja Costa de Almería     | 1:3 (23:25, 17:25, 25:22, 16:25) | Grupo Herce Soria        | 900                   |

Źródło:

### Finały
Format: do trzech zwycięstw
| Data                      | Godz.                     | Gospodarz                 | Rezultat                                | Gość                  | Widzów                |
| ------------------------- | ------------------------- | ------------------------- | --------------------------------------- | --------------------- | --------------------- |
| CV Guaguas Las Palmas (1) | CV Guaguas Las Palmas (1) | CV Guaguas Las Palmas (1) | 3 – 1                                   | (3) Grupo Herce Soria | (3) Grupo Herce Soria |
| 27.04.2024                | 18:30                     | CV Guaguas Las Palmas     | 3:0 (25:22, 25:21, 25:19)               | Grupo Herce Soria     | 750                   |
| 28.04.2024                | 18:30                     | CV Guaguas Las Palmas     | 2:3 (20:25, 29:27, 25:20, 24:26, 11:15) | Grupo Herce Soria     | 750                   |
| 3.05.2024                 | 20:00                     | Grupo Herce Soria         | 0:3 (17:25, 24:26, 22:25)               | CV Guaguas Las Palmas | 2100                  |
| 4.05.2024                 | 19:30                     | Grupo Herce Soria         | 1:3 (24:26, 22:25, 25:17, 17:25)        | CV Guaguas Las Palmas | 2100                  |

Źródło:

## Klasyfikacja końcowa
| Poz. | Drużyna                          |
| ---- | -------------------------------- |
| 1.   | CV Guaguas Las Palmas            |
| 2.   | Grupo Herce Soria                |
| 3.   | Unicaja Costa de Almería         |
| 4.   | CV Melilla                       |
| 5.   | Pamesa Teruel Voleibol           |
| 6.   | Cisneros Alter Tenerife          |
| 7.   | UPV Léleman Conqueridor Valencia |
| 8.   | CV San Roque                     |
| 9.   | Conectabalear CV Manacor         |
| 10.  | Arenal Emevé                     |
| 11.  | Club Vóley Palma                 |
| 12.  | Volei Villena Petrer             |

Legenda:
     eliminacje Ligi Mistrzów 2024/2025
     Puchar Challenge 2024/2025
     spadek do Superligi 2

## Najlepsi zawodnicy (MVP)
| Kolejka/ Runda  | Najlepszy zawodnik (MVP) | Klub                             |        |
| --------------- | ------------------------ | -------------------------------- | ------ |
| Faza zasadnicza |                          |                                  |        |
| 1               | Matthew Neaves           | Unicaja Costa de Almería         | [ 33 ] |
| 2               | Bruno Cunha              | Grupo Herce Soria                | [ 34 ] |
| 3               | Federico Martina         | CV Melilla                       | [ 35 ] |
| 4               | Ulrik Dahl               | CV San Roque                     | [ 36 ] |
| 5               | Fabián Flores            | Grupo Herce Soria                | [ 37 ] |
| 6               | Miguel Ángel de Amo      | CV Guaguas Las Palmas            | [ 38 ] |
| 7               | José Luis Linares        | Arenal Emevé                     | [ 39 ] |
| 8               | Leandro Calvo            | Conectabalear CV Manacor         | [ 40 ] |
| 9               | David Seybering          | Club Vóley Palma                 | [ 41 ] |
| 10              | Jean Pascal Diedhiou     | CV Guaguas Las Palmas            | [ 42 ] |
| 11              | Max Schulz               | Arenal Emevé                     | [ 43 ] |
| 12              | Armando Danger           | UPV Léleman Conqueridor Valencia | [ 44 ] |
| 13              | Víctor Rodríguez         | Unicaja Costa de Almería         | [ 45 ] |
| 14              | Francisco Wallysson      | CV Guaguas Las Palmas            | [ 46 ] |
| 15              | Ulrik Dahl               | CV San Roque                     | [ 47 ] |
| 16              | Ulrik Dahl               | CV San Roque                     | [ 48 ] |
| 17              | Daniel Macarro           | Cisneros Alter Tenerife          | [ 49 ] |
| 18              | Federico Martina         | CV Melilla                       | [ 50 ] |
| 19              | Witalij Kobziew          | Conectabalear CV Manacor         | [ 51 ] |
| 20              | David Seybering          | Club Vóley Palma                 | [ 52 ] |
| 21              | Walter Da Cruz           | Volei Villena Petrer             | [ 53 ] |
| 22              | Federico Martina         | CV Melilla                       | [ 54 ] |
| Faza play-off   |                          |                                  |        |
| Ćwierćfinały    | Mariano Giustiniano      | CV Melilla                       | [ 55 ] |
| Ćwierćfinały    | Matthew Neaves           | Unicaja Costa de Almería         | [ 56 ] |
| Półfinały       | Bruno Cunha              | Grupo Herce Soria                | [ 57 ] |
| Finały          | Miguel Ángel de Amo      | CV Guaguas Las Palmas            | [ 1 ]  |